# 柿 (橘型駆逐艦)
柿（かき）は日本海軍の駆逐艦。仮称5517号艦、橘型（改松型）駆逐艦として舞鶴海軍工廠で建造された。
艦名は植物の柿による。艦名としては樅型駆逐艦の7番艦「柿」に続いて2代目。

## 艦歴
竣工後、訓練部隊の第十一水雷戦隊（高間完少将）に編入。「萩」とともに3月12日に横須賀を出港して瀬戸内海に回航される。その途中の3月15日に、潮岬沖を航行中に缶管が破裂する事故が起きる。乗員に死傷者は出なかったものの航行不能となったため、「萩」によって大阪藤永田造船所まで曳航された。
修理中の3月19日、第58任務部隊（マーク・ミッチャー中将）の艦載機の攻撃を受け、戦死者2名と駆逐艦長濱崎長太郎少佐を含む負傷者6名を出した。また、機銃掃射により船体に若干の被害を受けた。修理は4月には終わって瀬戸内海に回航される予定だったが、缶管に更なる亀裂が発見され修理は長引いた。修理完了後は瀬戸内海で訓練に従事した。
やがて、第十一水雷戦隊は瀬戸内海への機雷投下を避けて日本海側に移動することとなる。5月27日に舞鶴に到着するも、舞鶴鎮守府から「空襲の際に刺激となる」との理由で、舞鶴以外の場所へ移動するよう要請を受ける。そこで、6月に入って小浜湾に移動することとなった。
7月15日付で特殊警備艦となって舞鶴鎮守府部隊に編入され、小破のまま終戦を迎えた。10月5日除籍。
12月1日特別輸送艦に指定され、復員輸送に従事。1946年（昭和21年）12月15日、特別保管艦に指定。1947年（昭和22年）7月4日、特別輸送艦の定めを解かれ、賠償艦として青島で米国へ引渡され、8月19日に北緯35度29分 東経123度35分 / 北緯35.483度 東経123.583度の地点で標的艦として処分された。

## 歴代艦長
艤装員長
1. 濱崎長太郎 少佐：1945年2月5日[17] - 1945年3月5日[18]

駆逐艦長/艦長
1. 濱崎長太郎 少佐：1945年3月5日[18] - 1945年11月27日[19]
2. 田中嘉平治 大佐/第二復員官/第二復員事務官/復員事務官：1945年11月27日[20] - 1946年12月30日[21]
3. （兼）菊地正秋 復員事務官：1947年5月26日[22] - （本職：横須賀管船部勤務）